# 남아당자강
《남아당자강》(중국어: 男兒當自強) 또는 《남자는 마땅히 스스로 강해져야 한다》는 1991년 영화 《황비홍》의 주제곡으로, 《장군령》을 각색하여 황점(黃填)이 작사, 린쯔샹이 보컬, 대약민이 편곡하였다. 멜로디가 웅장하고, 가사는 남아의 기개, 자아실현 정신을 강조하여 영화의 주제에 기초하여 만들어졌다. 강한 민족의식을 나타내기도 한다.